# Džafer Kulenović
Džafer Kulenović (ur. 17 lutego 1891 w Rajinovci, zm. 3 października 1956 w Damaszku) – bośniacki i jugosłowiański polityk i prawnik.

## Życiorys
W Wiedniu studiował medycynę, a w Zagrzebiu prawo. W 1921 roku uzyskał stopień doktora. Jako prawnik pracował w Bihaciu i Brczku. 
Był politykiem Jugosłowiańskiej Organizacji Muzułmańskiej. Został jej przywódcą po śmierci Mehmeda Spahy w 1939 roku. W latach 1920–1938 kilkukrotnie uzyskiwał mandat parlamentarny. W latach 1935–1941 był członkiem jugosłowiańskiej rady ministrów. W 1941 roku poparł utworzenie kolaboracyjnego Niepodległego Państwa Chorwackiego. Został mianowany jego wicepremierem. W maju 1945 roku wraz z innymi członkami rządu uszedł do Austrii, gdzie trafił do brytyjskiej niewoli. Po odzyskaniu wolności przez Włochy i Turcję przedostał się do Syrii. Publikował w chorwackiej prasie emigracyjnej.